# جهانبخش امینی
جهانبخش امینی زادهٔ ۱۳۴۳کرمانشاه، سیاست‌مدار و پزشک ایرانی است، که مدتی به‌عنوان معاون و عضو هیئت مدیره سازمان بهداشت و درمان صنعت نفت فعالیت نمود. وی پیشتر نمایندهٔ حوزهٔ انتخابیهٔ کرمانشاه در دورهٔ هفتم و هشتم مجلس شورای اسلامی بوده‌است.